# 王磊 (篮球运动员)
王磊（1986年8月12日—），中国年轻篮球运动员。出生于山东济南，11岁被送到河南焦作少年体校开始接触正规篮球。2003年同易建联，唐正东，张庆鹏等人一起入选国青队，2008年，2009年两次入选中国国家队。从2007年开始效力于八一火箭篮球俱乐部。司职小前锋或得分后卫，以准确的中远距离投篮和突破能力强出名。

## 职业荣誉
- CBA联赛：2007年开始效力于八一火箭篮球俱乐部获冠军时的主力队员。
- 奥运会：2008年北京奥运会第八名替补队员。
- 亚洲男篮锦标赛：2007年，入选国家二队参加亚锦赛获得中国男篮史上最低的第10名；2009年，中国男篮亚锦赛亚军替补队员。